# Бета Южной Рыбы
Бета Южной Рыбы (Beta PsA, β Piscis Austrini, β PsA) — это двойная звезда главной последовательности в созвездии Южной Рыбы. Видимая звёздная величина +4.29 (видна невооружённым глазом). Является четвёртой по яркости звездой в созвездии. Удалена приблизительно на 148 световых лет от Земли.
С Дельтой и Дзетой она образует китайский астеризм Tien Kang («небесный канат»).

## Физические характеристики
- Спектральный класс: A1V (компонент A) и A2V (компонент B)
- Температура поверхности: около 9 638 K
- Радиус: примерно 2,1 радиуса Солнца
- Масса: около 2,3 масс Солнца
- Светимость: примерно 37 солнечных светимостей
- Возраст: около 339 миллионов лет
- Цветовой индекс (B–V): +0,01
- Абсолютная звёздная величина: +1,00

Компонент A — бело-голубая звезда главной последовательности, типичная для звёзд спектрального класса A. Компонент B имеет звёздную величину 7,8 и спектральный класс A2V, находясь на угловом расстоянии 30,3 угловых секунд от компонента A .

## Движение и положение
- Прямое восхождение (RA): 22h 31m 30.29s
- Склонение (Dec): −32° 20′ 45.7″
- Собственное движение: +59,12 масс/год по RA, −18,83 масс/год по Dec
- Радиальная скорость: около +5,5 км/с (удаляется от Солнца)
- Галактические координаты: долгота 14,59°, широта −59,32°

Звезда движется по Галактике со скоростью около 14,4 км/с относительно Солнца, её орбита проходит между 7 328 и 8 697 парсеков от центра Галактики .

## Астрономические особенности
- Инфракрасный избыток: наблюдается избыток инфракрасного излучения, что указывает на наличие пылевого диска на расстоянии около 12 астрономических единиц от звезды, с температурой около 188 K .
- Источники рентгеновского излучения: обнаружено рентгеновское излучение, вероятно, не связанное напрямую с компонентами A-типа, возможно, от третьего объекта или взаимодействия в системе.

## Культурное значение
В китайской астрономии Бета Южной Рыбы вместе с Дельтой и Дзетой Южной Рыбы образует астеризм «Небесный канат» (Tiān Gāng, 天綱), что означает «небесный канат» или «материалы для изготовления палаток»